# Перегудин, Александр Иванович
Алекса́ндр Ива́нович Перегу́дин (30 декабря 1924, дер. Танеевка, Пензенская губерния — 24 ноября 1994, Хабаровск) — командир отделения 44-й отдельной разведывательной роты, гвардии сержант — на момент представления к награждению орденом Славы 1-й степени.

## Биография
Родился 30 декабря 1924 года в деревне Танеевка (ныне — в городском округе Саранск Республики Мордовия). Окончил 7 классов в школе села Горяйновка того же района. Рано начал помогать отцу и матери в поле, работал бригадиром в колхозе. В начале Великой Отечественной войны трудился на строительстве оборонительных линий вдоль реки Инсарка.
В сентябре 1942 года призван в Красную Армию. Окончил школу младших командиров в городе Кулебаки Горьковской области, получил специальность командира расчёта тяжёлого пулемёта, но воевать в этой должности не пришлось.
В стрелковом полку, куда младший сержант А. И. Перегудин прибыл с маршевой ротой, он стал миномётчиком. В январе 1943 года принял боевое крещение, был контужен, но остался в строю. Затем был автоматчиком, командиром отделения, помощником командира взвода. В составе этого полка форсировал Днепр, в боях под Киевом был ранен. После госпиталя из запасного полка попал в 42-ю гвардейскую стрелковую дивизию, в дивизионную разведку.
В ночь на 16 марта 1944 года у населённого пункта Гриненки гвардии сержант А. И. Перегудин в составе разведывательной группы проник в тыл врага, захватил в плен начальника оперативного отдела 82-й пехотной дивизии вермахта, который дал ценные сведения. В дальнейшем участвовал в нескольких поисках, разведрейдах в тылу противника, доставляя ценные для командования сведения. Был представлен к награждению орденом Славы 3-й степени. Приказом по 42-й гвардейской стрелковой дивизии от 18 мая 1944 года гвардии сержант Перегудин Александр Иванович награждён орденом Славы 3-й степени.
В бою под населённым пунктом Змеица разведчики действовали в боевых порядках пехоты. Группа, в составе которой был гвардии сержант А. И. Перегудин, обошла противника и внезапным ударом в рукопашной схватке уничтожила три пулемётные точки, мешавшие продвижению пехоты. За этот бой награждён орденом Красной Звезды.
В ночь на 14 августа 1944 года близ населённого пункта Броштень гвардии сержант А. И. Перегудин с разведчиками форсировал реку Сирет. Группа незаметно приблизилась к боевому охранению противника и внезапно атаковала его. Вынес в безопасное место раненого командира взвода. Действуя в тылу врага в том же районе, уничтожил пулемёт и его расчёт. Приказом от 21 сентября 1944 года гвардии сержант Перегудин Александр Иванович награждён орденом Славы 2-й степени.
3 сентября 1944 года в 40 км восточнее города Топлица гвардии сержант А. И. Перегудин с бойцами углубился во вражеский тыл, разведал систему укреплённых районов противника. Разведчики внезапно атаковали отряд врага и пленили свыше отделения солдат, захватив большое количество вооружения и боеприпасов. Указом Президиума Верховного Совета СССР от 28 апреля 1945 года за исключительное мужество, отвагу и бесстрашие в боях с вражескими захватчиками гвардии сержант Перегудин Александр Иванович награждён орденом Славы 1-й степени. Стал полным кавалером ордена Славы.
Войну разведчик закончил в Чехословакии. Участник парада Победы на Красной площади в июне 1945 года. В составе сводного полка 2-го Украинского фронта гвардии сержант А. И. Перегудин нёс знамя своей 42-й гвардейской стрелковой дивизии.
После войны продолжал службу в армии на Дальнем Востоке. Был старшиной роты, помощником начальника финансовой службы отдельного батальона связи. Член ВКП(б) с 1953 года. С 1981 года прапорщик А. И. Перегудин в запасе.

Могила А. И. Перегудина на Центральном кладбище Хабаровска.

Жил в городе Хабаровске. Работал экспедитором. Скончался 24 ноября 1994 года. Похоронен на Центральном кладбище Хабаровска.
Награждён двумя орденами Отечественной войны 1-й степени, орденом Красной Звезды, орденами Славы трёх степеней, медалями.
На родине, на здании школы в селе Горяйновка, в апреле 2009 года установлена мемориальная доска.